# Acueducto de San Rafael
El acueducto de San Rafael, sito en el término municipal de Petrel (provincia de Alicante, España) es una infraestructura hidráulica de estilo gótico valenciano realizada entre los siglos XIV y XV. 
Fue declarado monumento histórico-artístico de interés local en 1981,
por lo que es bien de interés cultural con categoría de monumento.

## Descripción
Este acueducto se halla situado sobre la Rambla dels Molins que desemboca en el río Vinalopó. Contiguo al acueducto por el lado norte se encuentra el barrio de San Rafael, cuya calle principal llamada de los Canteros se encuentra claramente alineada con la acequia para la conducción del agua, por lo que en cierto modo el acueducto actuó como generador de dicho barrio. 
Se desconoce la época de construcción del acueducto, pero se puede enmarcar entre los siglos XIV-XVI. 
Se trata de un construcción hidráulica de la que en la actualidad solo se conservan tres de los seis arcos que lo conformaban, manteniéndose cuatro pilares de base troncocónica de sillería de tamaño regular. De un resalte, a modo de moldura arrancan los arcos apuntados de mampostería concertada. En la parte superior se conserva la canalización en forma de U realizada en piezas cerámicas. Del acueducto se conserva la parte central. 
Se aprecian restos de la canalización en la ribera norte, y en la parte sur el arranque de un machón.